# واوساری
واوساری (به فنلاندی: Vuosaari) یک منطقهٔ مسکونی در فنلاند است که در هلسینکی واقع شده‌است. واوساری ۱۵٫۳۸ کیلومتر مربع مساحت و ۳۸٬۹۶۱ نفر جمعیت دارد.